# Phyllodoce berrisfordi
Phyllodoce berrisfordi är en ringmaskart som först beskrevs av Hartmann-Schröder 1974.  Phyllodoce berrisfordi ingår i släktet Phyllodoce och familjen Phyllodocidae. Inga underarter finns listade i Catalogue of Life.